# Иматиниб
Иматиниб — противолейкозный цитостатический препарат, один из представителей нового класса таргетных цитостатиков, избирательно воздействующих на клетки, имеющие те или иные характерные для опухолей генетические дефекты. Производится под торговыми наименованиями: Gleevec (Канада, Южная Африка и США), Glivec (Австралия, Европа и Латинская Америка), встречается под названием STI-571, которое было присвоено препарату во время испытаний.
Используется в медицине также в форме иматиниба мезилата, 4-[(4-метил-1-пиперазинил)метил]-N-[4-метил-3-[4-(3-пиридинил)-2-пиримидинил]амино]фенил]бензамида метансульфонат, молекулярная масса 589,7. Название в соответствии с МНН (международное непатентованное название) — иматиниба мезилат. Известно 14 кристаллических модификаций иматиниба мезилата.

## Фармакологическое действие
Ингибитор тирозиновой протеинкиназы. Иматиниб эффективно ингибирует гибридную тирозинкиназы BCR-ABL, ген которой находится на «филадельфийской хромосоме» (Ph), образующейся вследствие реципрокной транслокации между 9-й и 22-й хромосомами, in vitro и in vivo.
Иматиниб селективно подавляет пролиферацию и вызывает апоптоз клеточных линий, позитивных по BCR-ABL , а также лейкозных клеток при Ph-положительном хроническом миелолейкозе и остром лимфобластном лейкозе.
В исследованиях по трансформации колоний, проведённых на пробах периферической крови и костного мозга больных хроническим миелолейкозом, было показано, что иматиниб селективно подавляет рост BCR-ABL-позитивных колоний.
В исследованиях, проведённых in vivo на животных моделях с использованием BCR-ABL-позитивных опухолевых клеток, было показано, что препарат обладает противоопухолевой активностью при монотерапии.
Кроме того, иматиниб является сильнодействующим ингибитором тирозинкиназной активности рецепторов фактора роста тромбоцитов (PDGF) и фактора стволовых клеток (SCF), а также подавляет клеточные реакции, опосредуемые этими факторами.
In vitro иматиниб ингибирует пролиферацию и индуцирует апоптоз клеток опухолей желудочно-кишечного тракта, имеющих мутации kit.

## Фармакокинетика
Фармакокинетика Гливека при однократном применении была изучена в диапазоне доз от 25 до 1000 мг. Фармакокинетические профили были изучены в 1-й день применения, а также на 7-й или 28-й день, то есть в то время, когда была достигнута равновесная концентрация в плазме.

### Всасывание
После приёма внутрь биодоступность препарата составляет в среднем 98 %. Коэффициент вариации для AUC составляет 40-60 %. При приёме препарата с пищей с высоким содержанием жиров, в сравнении с приёмом натощак, отмечается незначительное снижение степени абсорбции (уменьшение Cmax на 11 %, AUC — на 7,4 %) и замедление скорости абсорбции (удлинение Tmax на 1.5 ч).

### Распределение
По данным in vitro, при клинически значимых концентрациях иматиниба его связывание с белками плазмы составляет около 95 % (главным образом с альбумином и кислым альфа-гликопротеином, в незначительной степени — с липопротеином).

### Метаболизм
Основным метаболитом иматиниба, циркулирующим в кровяном русле, является N-деметилированное пиперазиновое производное, которое in vitro обладает фармакологической активностью, сходной с таковой неизменённого активного вещества. Значение AUC для метаболита составляет 16 % от AUC иматиниба.

### Выведение
После применения внутрь 14C-меченого иматиниба за 7 дней было выведено с калом 68 % введённой дозы и с мочой 13 % дозы. В неизменённом виде выводится около 25 % дозы (20 % — с калом и 5 % — с мочой). Остальное количество иматиниба выводится в виде метаболитов.
T½ иматиниба у здоровых добровольцев составил около 18 ч. В диапазоне доз от 25 до 1000 мг отмечена прямая линейная зависимость значения AUC от величины дозы. При применении повторных доз, назначаемых 1 раз/сут, фармакокинетика иматиниба не изменялась. Значение Css превышало значение исходной в 1.5-2.5 раза.

### Фармакокинетика в особых клинических случаях
В группе лиц старше 65 лет было выявлено увеличение Vd на 12 %, что представляется клинически незначимым. Было отмечено влияние массы тела на величину клиренса иматиниба. Так, для пациентов с массой тела 50 кг средняя величина клиренса иматиниба составляет 8.5 л/ч, а для пациентов с массой тела 100 кг — 11.8 л/ч. Однако эти различия не представляются настолько существенными, чтобы требовалось изменение дозы препарата в зависимости от массы тела пациента. Фармакокинетика иматиниба не зависит от пола.
У детей, как и у взрослых, иматиниб быстро всасывается после приёма внутрь. AUC в диапазоне доз 260 и 340 мг/м² сходна с таковой у взрослых в диапазоне доз 400 мг и 600 мг соответственно. Сравнивая значения AUC(0-24) на 1-й и 8-й дни для дозировки 340 мг/м² показывает 1.7-кратную кумуляцию препарата после повторного приёма.
Почки не являются основным экскреторным органом иматиниба и его метаболитов. Сывороточные концентрации иматиниба могут возрастать при нарушении функции печени.

## Показания
Хронический миелолейкоз в фазе акселерации, бластного криза, а также в хронической фазе; терапия первой линии или при неудаче предшествующей терапии интерфероном.
Лечение неоперабельных и/или метастатических злокачественных стромальных опухолей желудочно-кишечного тракта (GIST) (у взрослых пациентов). Острый лимфобластный лейкоз.

## Режим дозирования

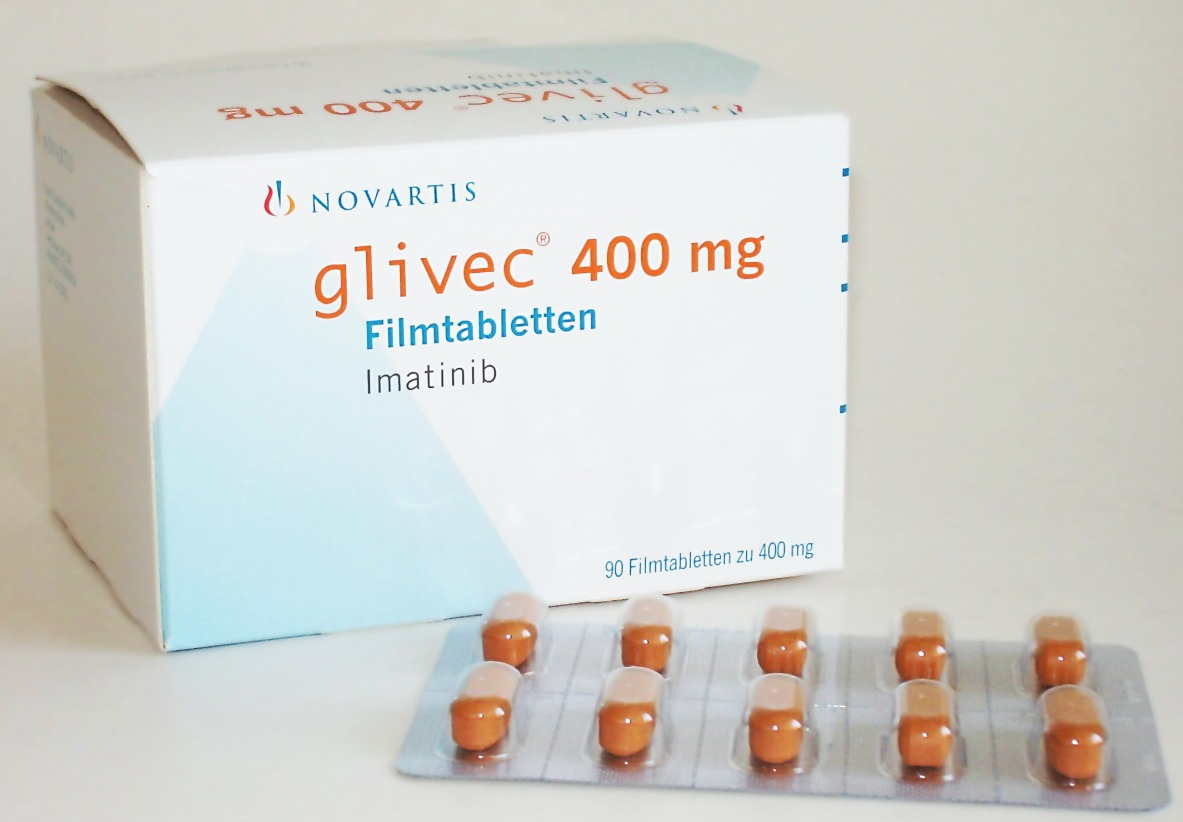

При хроническом миелолейкозе (ХМЛ) рекомендуемая доза Гливека зависит от фазы заболевания. В хроническую фазу доза составляет 400 мг/сут; в фазу акселерации и при бластном кризе — 600 мг/сут. Препарат следует принимать 1 раз/сут во время еды, запивая полным стаканом воды. Для пациентов, которые не могут проглотить капсулу целиком (например, дети), содержимое капсулы может быть растворено в стакане воды или яблочного сока.
Рекомендуется осторожность при обращении с содержимым капсулы во избежание контакта со слизистой глаз или случайного вдыхания (для женщин детородного возраста). После вскрытия капсулы следует сразу вымыть руки.
Лечение препаратом проводят до тех пор, пока сохраняется эффект.
При условии отсутствия тяжёлых нежелательных явлений и тяжёлой нейтропении или тромбоцитопении, не связанных с основным заболеванием, возможно увеличение дозы Гливека в следующих случаях:
- прогрессирование заболевания (в любой момент);
- отсутствие удовлетворительного гематологического ответа после как минимум 3 месяцев лечения;
- утрата достигнутого ранее гематологического ответа.

У больных с хронической фазой заболевания доза Гливека может быть увеличена до 600 мг/сут. У больных в фазе акселерации или при бластном кризе доза может быть увеличена до 800 мг/сут (в 2 приёма по 400 мг).
В процессе терапии Гливеком иногда требуется коррекция дозы в зависимости от динамики уровней нейтрофилов и тромбоцитов в крови.
При возникновении нейтропении и тромбоцитопении требуется временная отмена препарата или уменьшение его дозы, в зависимости от степени выраженности этих нежелательных явлений.
При хронической фазе хронического миелолейкоза и стромальных опухолях ЖКТ (начальная доза Гливека 400 мг) в случае снижения числа нейтрофилов менее 1.0⋅109/л и/или числа тромбоцитов менее 50⋅109/л рекомендуется отменить Гливек до тех пор, пока число нейтрофилов не станет >=1.5⋅109/л и тромбоцитов >=75⋅109/л; затем возобновить лечение Гливеком в дозе 400 мг. В случае повторного снижения числа нейтрофилов менее 1.0⋅109/л и/или числа тромбоцитов менее 50⋅109/л отменить Гливек до тех пор, пока число нейтрофилов не станет >=1.5⋅109/л и тромбоцитов >=75⋅109/л; затем возобновить лечение Гливеком в дозе 300 мг.
В фазу акселерации и бластного криза (начальная доза 600 мг) в случае снижения числа нейтрофилов менее 0.5⋅109/л и/или числа тромбоцитов менее 10⋅109/л, произошедшего по прошествии как минимум одного месяца терапии Гливеком, рекомендуется проверить, является ли цитопения следствием лейкоза (аспирация или биопсия костного мозга). Если цитопения не связана с лейкозом, уменьшить дозу Гливека до 400 мг. Если цитопения стойко сохраняется в течение 2 недель, уменьшить дозу до 300 мг. Если цитопения сохраняется в течение 4 недель и её связь с лейкозом не подтверждена, отменить Гливек до тех пор, пока число нейтрофилов не станет >=1⋅109/л и тромбоцитов >=20⋅109/л; затем возобновить лечение Гливеком в дозе 300 мг.
Расчёт режима дозирования у детей основывается на площади поверхности тела (мг/м²). Дозировки 260 мг/м² и 340 мг/м² в сутки рекомендуются у детей с хронической фазой хронического миелолейкоза и фазой акселерации соответственно. Общая суточная доза у детей не должна превышать эквивалентные дозировки у взрослых 400 мг и 600 мг соответственно. Препарат применяется 1 раз в сутки или 2 раза — утром и вечером, 2 равные дозы. Нет данных по применению препарата у детей младше 3 лет.

## Побочное действие
На развёрнутой стадии хронического миелолейкоза или стромальных опухолей ЖКТ больные могут иметь множественные сопутствующие нарушения, затрудняющие оценку побочных эффектов из-за целого ряда симптомов, связанных с сопутствующими заболеваниями, их прогрессированием и приёмом различных лекарственных препаратов.
У больных с хроническим миелолейкозом при длительном ежедневном приёме внутрь Гливек в целом переносился хорошо. У большинства пациентов на определённом этапе лечения возникали побочные эффекты лёгкой или умеренной степени; в клинических исследованиях отмена препарата в связи с побочными эффектами отмечалась у 1 % больных с хронической фазой заболевания, у 2 % больных в фазе акселерации и у 5 % больных с бластным кризом. У пациентов со стромальными опухолями ЖКТ отмена назначения из-за побочных эффектов потребовалась в 3 % случаев.
Побочные эффекты сходны по обеим нозологиям за 2 исключениями. У пациентов со стромальными опухолями ЖКТ реже отмечалась миелосупрессия, и внутриопухолевые кровотечения отмечались только у данной группы.
Наиболее частыми побочными эффектами, связанными с приёмом препарата, были тошнота, рвота, диарея, абдоминальные боли, усталость, миалгия и судороги мышц, с которыми удавалось легко справляться. Во всех исследованиях часто отмечались периферические отёки преимущественно в периорбитальной области и нижних конечностей. Однако они редко имели выраженный характер и хорошо поддавались терапии диуретиками, а у некоторых больных проходили после снижения дозы Гливека.
Сочетанные побочные эффекты, такие как плевральный выпот, асцит, отёк лёгких, и быстрое увеличение массы тела с периферическими отёками или без них могут быть в целом квалифицированы как «задержка жидкости». Для устранения вышеуказанных побочных эффектов обычно на время прекращают терапию Гливеком, применяют диуретики. Тем не менее, в некоторых случаях эти явления могут достигать степени серьёзных и даже угрожающих жизни; например, зафиксирован один смертельный случай у пациента с бластным кризом и комплексом таких клинических нарушений, как плевральный выпот, застойная сердечная недостаточность и почечная недостаточность.
Побочные эффекты, зарегистрированные чаще, чем единичные наблюдения, перечислены ниже по органам и системам с указанием частоты их возникновения.
Определение частоты: очень часто (>1/10), часто (от 1/100 до 1/10), иногда (от 1/1000 до 1/100), редко (<=1/1000).
Инфекционные заболевания: иногда — сепсис, пневмония, герпес простой, герпес опоясывающий, инфекции верхних отделов дыхательных путей, гастроэнтерит.
Со стороны системы кроветворения: очень часто — нейтропения, тромбоцитопения, анемия; часто — фебрильная нейтропения; иногда — панцитопения, угнетение костно-мозгового кроветворения.
Со стороны обмена веществ: часто — анорексия; редко — дегидратация, гиперурикемия, гипокалиемия, гиперкалиемия, гипонатриемия, повышение аппетита, пониженный аппетит, повышение концентрации мочевой кислоты в крови (подагра), гипофосфатемия; редко — гиперкалиемия, гипонатриемия.
Со стороны ЦНС, периферической нервной системы, психической сферы: очень часто — головная боль; часто — головокружение, нарушение вкуса, парестезии, бессонница; иногда — геморрагический инсульт, обморок, периферическая невропатия, гипестезия, сонливость, мигрень, депрессия, нарушение памяти, тревога, снижение либидо; редко — спутанность сознания, отёк мозга, повышенное внутричерепное давление, судороги.
Со стороны органа зрения: часто — конъюнктивит, повышение слезоотделения, затуманивание зрения; иногда — раздражение глаз, кровоизлияние в конъюнктиву, сухость конъюнктивы, отёчность век; редко — макулярный отёк, папиллярный отёк, ретинальные геморрагии, геморрагии в стекловидное тело, глаукома.
Слуховые и вестибулярные нарушения: иногда — головокружение, шум в ушах.
Со стороны сердечно-сосудистой системы: иногда — сердечная недостаточность, отёк лёгких, тахикардия, гематомы, артериальная гипертензия, артериальная гипотензия, приливы к лицу, похолодание конечностей; редко — гидроперикардит, перикардит, тромбоз/эмболия.
Со стороны дыхательной системы: часто — диспноэ; иногда — плевральный выпот, боли в глотке или гортани, кашель; редко — лёгочный фиброз, интерстициальная пневмония.
Со стороны пищеварительной системы: очень часто — тошнота, рвота, диарея, диспепсия, боли в животе; часто — вздутие живота, метеоризм, запор, рефлюкс-эзофагит, изъязвление полости рта, повышение печёночных ферментов; иногда — гипербилирубинемия, желтуха, гепатит; редко — желудочно-кишечные кровотечения, мелена, асцит, язва желудка, гастрит, гастроэзофагеальный рефлюкс, сухость во рту, печёночная недостаточность, колит, непроходимость кишечника, панкреатит.
Дерматологические реакции: очень часто — периорбитальные отёки, дерматит, экзема, сыпь; часто — отёчность лица, отёчность век, зуд, эритема, сухость кожи, алопеция, ночная потливость; иногда — петехии, повышенное потоотделение, уртикария, повреждение ногтей, реакции фотосенсибилизации, пурпура, гипотрихоз, хейлит, гиперпигментация кожи, гипопигментация кожи, псориаз, эксфолиативный дерматит, буллёзная сыпь; редко — ангионевротический отёк, везикулярная сыпь, синдром Стивенса-Джонсона.
Со стороны костно-мышечной системы: очень часто — мышечные спазмы и судороги, мышечно-скелетные боли и артралгии; часто — припухание суставов; иногда — ишиалгии, скованность мышц и суставов.
Со стороны мочевыделительной системы: иногда — почечная недостаточность, боли в почках, частое мочеиспускание, гематурия.
Со стороны репродуктивной системы: иногда — гинекомастия, увеличение молочных желёз, отёк мошонки, боль в сосках, снижение потенции.
Со стороны организма в целом: очень часто — задержка жидкости, отёки; часто — лихорадка, слабость, озноб; иногда — сильное недомогание, геморрагии; редко — анасарка, геморрагии в опухоли, некроз опухоли.
Прочие: часто — увеличение массы тела, носовые кровотечения; иногда — повышение ЩФ, креатинина, КФК, ЛДГ, снижение массы тела.
Со стороны гематологических показателей: цитопении, нейтропения и тромбоцитопения, в частности, постоянно наблюдались во всех исследованиях с большей частотой при назначении препарата в высоких (>=750 мг) дозах (исследование I фазы). Развитие цитопений также чётко зависело от фазы заболевания; частота нейтропений 3 и 4 степени тяжести (число нейтрофилов <1.0⋅109/л) и тромбоцитопений (число тромбоцитов <50⋅109/л) была в 2-3 раза выше при бластном кризе и в фазе акселерации (58-62 % и 42-58 % для нейтропении и тромбоцитопении, соответственно) по сравнению с хронической фазой ХМЛ (33 % для нейтропении и 17 % для тромбоцитопении). При хронической фазе ХМЛ нейтропения 4 степени (число нейтрофилов <0.5⋅109/л) и тромбоцитопения (число тромбоцитов <10⋅109/л) наблюдались у 8 % и у менее 1 % больных, соответственно. Средняя продолжительность эпизодов нейтропении и тромбоцитопении обычно варьировала от 2 до 3 недель и от 3 до 4 недель, соответственно. С этими явлениями обычно удавалось справляться путём снижения дозы или прерывания лечения Гливеком; в редких случаях приходилось отменять лечение.
У пациентов со стромальными опухолями ЖКТ анемия 3 и 4 стадии наблюдались в 3,4 % и 7,0 % случаев соответственно, что возможно связано со внутриопухолевыми геморрагиями. Нейтропения 3 и 4 степеней наблюдались у 4,1 % и 3,4 % пациентов соответственно; тромбоцитопения 3 степени — у 0,7 % пациентов. Ни у одного пациента не отмечено тромбоцитопении 4 степени. Уменьшение числа лейкоцитов и нейтрофилов отмечалось в основном в первые 6 недель лечения, оставаясь впоследствии относительно стабильным.
Со стороны биохимических показателей: выраженное повышение уровня трансаминаз или билирубина встречалось нечасто (<3 % пациентов) и обычно контролировалось снижением дозы препарата или временным прерыванием лечения (средняя продолжительность таких эпизодов составляла около 1 недели). В связи с изменением печёночных показателей лечение приходилось отменять менее чем у 0,5 % больных. Имеются отдельные сообщения о развитии цитолитического или холестатического гепатита и печёночной недостаточности, в некоторых случаях приводивших к летальному исходу.

## Противопоказания
Повышенная чувствительность к иматинибу и другим компонентам препарата.

## Беременность и лактация
В настоящее время данных по применению иматиниба у беременных женщин нет. Гливек не следует применять при беременности, за исключением тех случаев, когда это жизненно необходимо, однако в этих случаях следует предупредить пациентку о наличии потенциального риска для плода.
Женщинам детородного возраста во время терапии Гливеком следует применять эффективные методы контрацепции.
В экспериментальных исследованиях выявлено токсическое воздействие на репродуктивную функцию, однако потенциальный риск для плода пока неизвестен.
В исследованиях было показано, что неизменённый иматиниб и/или его метаболиты в значительных количествах выделяются с молоком.

## Особые указания
Гливек могут назначать только врачи, имеющие опыт лечения больных с хроническим миелолейкозом.
С целью уменьшения риска возникновения нежелательных явлений со стороны ЖКТ принимается препарат во время еды со значительным количеством воды.
Следует соблюдать осторожность при назначении Гливека пациентам с нарушениями функции печени, поскольку возможно усиление выраженности его действия. В связи с тем, что клинические исследования по применению Гливека у пациентов с нарушениями функции печени пока не проводились, сформулировать конкретные рекомендации по режиму дозирования в настоящее время не представляется возможным.
Почки не играют существенной роли в выведении иматиниба и его метаболитов. Тем не менее, поскольку специальные исследования у больных с нарушениями функции почек не проводились, в настоящее время не представляется возможным дать конкретные рекомендации по режиму дозирования Гливека у больных с нарушениями функции почек.
В связи с тем, что при применении Гливека в 1-2 % случаев отмечалась выраженная задержка жидкости (плевральный выпот, периферические отёки, отёк лёгких, асцит), пациентов рекомендуется регулярно взвешивать. В случае быстрого неожиданного увеличения массы тела следует провести обследование больного и при необходимости назначить соответствующую поддерживающую терапию и уход.
В клинических исследованиях у 5,4 % пациентов с GIST были отмечены геморрагии ЖКТ и 2,7 % пациентов геморрагии в месте опухолевых метастазов. Отмечались как внутрибрюшные так и внутрипеченочные опухолевые геморрагии в зависимости от анатомической локализации опухоли. Возможно причиной кровотечения из ЖКТ являлась локализация опухоли.
По данным ретроспективного анализа 125 случаев беременности с известными исходами у пациенток с ХМЛ на фоне терапии иматинибом отмечено следующее: развитие внутриутробных аномалий плода в 12 (9,6 %) случаях, спонтанные аборты в 18 (14,4 %) случаях, искусственное прерывание беременности у 35 (28 %) пациенток (при этом в 3 из 35 случаев также диагностированы внутриутробные аномалии развития плода); у 63 (50 %) из 125 женщин отмечено рождение здоровых детей [6. Pye S., Cortes J., Ault P. et al. The effects of imatinib on pregnancy outcome. Blood, 15 June 2008, Vol. 111, No. 12, pp. 5505-5508.]. Большинство из этих пациенток получали иматиниб в течение 1-го триместра беременности, то есть в период до формирования плаценты.
Данный факт важен в понимании возможного влияния иматиниба на формирование внутриутробных аномалий развития, так как в другой работе [Russell MA, Carpenter MW, Akhtar MS et al. Imatinib mesylate and metabolite concentrations in maternal blood, umbilical cord, placenta and breast milk. J Perinatol 2007; 27:241-243.] приведены данные по концентрации иматиниба и его активного метаболита CGP74588 в плаценте, пуповинной крови плода и грудном молоке матерей и констатировано, что оба вещества не проникают через плацентарный барьер. Таким образом, наиболее уязвимым по степени воздействия препарата на плод является первый триместр беременности, до формирования плаценты. Иматиниб и CGP74588 обнаруживались в грудном молоке в концентрации 596 и 1513 нг/мл соответственно, в связи с чем был сделан вывод о том, что кормление грудью при приёме иматиниба не рекомендовано.

## Контроль лабораторных показателей
Во время терапии Гливеком следует систематически проводить полный клинический анализ периферической крови. При применении препарата у больных с хроническим миелолейкозом отмечены нейтропения и тромбоцитопения, однако их возникновение зависит от фазы заболевания. При бластном кризе и в фазе акселерации эти нежелательные явления встречаются чаще, чем в хронической фазе заболевания. При возникновении этих нежелательных явлений рекомендуется временно отменить препарат или уменьшить дозу, но только после разрешения и под контролем лечащего врача-гематолога, так как перерывы в приёме и, в особенности, уменьшение дозы препарата могут привести к возникновению резистентности, то есть дальнейшей невосприимчивости опухолевых клеток к Гливеку.
Однако, в первую очередь необходимо проводить генетический мониторинг эффективности терапии хронического миелоидного лейкоза (ХМЛ):
• цитогенетическое исследование клеток костного мозга — поиск и определение процента клеток содержащих Ph-хромосому (маркер опухолевых клеток при ХМЛ) — необходимо проводить на 3, 6, 12, 18 месяцев после начала терапии Гливеком, вопрос о необходимости дальнейшего цитогенетического мониторинга решает лечащий врач-гематолог.
• молекулярно-генетическое исследование клеток крови — определение уровня экспрессии гена BCR-ABL (молекулярный маркер опухолевых клеток при ХМЛ) — необходимо выполнять на 3, 6 месяцев после начала терапии, а затем раз в полгода (то есть на 12, 18, 24, 30, 36 и т. д. месяцев) на протяжении всей жизни.
Также рекомендуется определение уровня концентрации иматиниба в крови, так как было показано, что снижение остаточной концентрации препарата в ряде случаев объясняет причину неудач терапии ХМЛ.
Во время терапии Гливеком показан регулярный контроль функции печени (трансаминазы, билирубин, ЩФ). В случае отклонений этих лабораторных показателей от нормы рекомендуется уменьшить дозу Гливека или временно отменить его.

## Влияние на способность к вождению автотранспорта и управлению механизмами
В настоящее время данные о возможном влиянии Гливека на способность водить автомобиль и управлять механизмами отсутствуют. Тем не менее, учитывая, что применение препарата может привести к развитию таких побочных эффектов как головокружение и затуманивание зрения, рекомендуется соблюдать осторожность при вождении автомобиля или работе с механизмами.

## Передозировка
До настоящего времени о случаях передозировки препарата не сообщалось.

## Лекарственное взаимодействие
Увеличение концентрации иматиниба в плазме возможно при одновременном применении с препаратами, ингибирующими изофермент CYP3A4 цитохрома Р450. У здоровых добровольцев было отмечено увеличение Cmax на 26 % и AUC на 40 % при разовом одновременном применении Гливека и кетоконазола, являющегося ингибитором CYP3A4. Напротив, одновременное применение препаратов, являющихся индукторами CYP3A4 (например, дексаметазона), может привести к усилению метаболизма иматиниба и снижению его концентрации в плазме.
При одновременном применении иматиниба и симвастатина отмечается увеличение Cmax и AUC симвастатина в 2 и 3.5 раза соответственно, что является следствием ингибирования CYP3A4 иматинибом. Рекомендуется соблюдать осторожность при одновременном применении Гливека и препаратов, являющихся субстратами CYP3A4 и имеющих узкий диапазон терапевтической концентрации, а также препаратов, содержащих парацетамол.
В исследованиях in vitro было показано, что Гливек ингибирует изофермент CYP2D6 цитохрома Р450 в тех же концентрациях, в которых он ингибирует CYP3A4. В связи с этим следует учитывать возможность усиления эффектов препаратов, являющихся субстратами изофермента CYP2D6, при их совместном применении с Гливеком. Хотя никаких специальных исследований не проводилось, тем не менее рекомендуется соблюдать осторожность.

## История и методы получения
Иматиниб был получен в конце 1990 годов интернациональной группой учёных в составе: биохимика компании Novartis (Швейцария) британца Николаса Лайдона (Nicholas B.Lydon) и двух американцев — онколога Орегонского университета здоровья и науки (Oregon Health & Science University, OHSU) Брайана Дрюкера (Brian Druker) и исследователя Нью-Йоркского Мемориального онкологического центра, основанного А. Слоуном и Чарльзом Кеттерингом, (Memorial Sloan-Kettering Cancer Center) Чарльза Сойерса (Charles Sawyers), при участии итальянского физика и гематолога Карло Гамакорти-Пассерини (Carlo Gambacorti-Passerini) из Миланского университета Бикокка и британца Джона Голдмана (John Goldman) из лондонского госпиталя Хаммерсмит (Hammersmith Hospital, London, UK).
Методы синтеза иматиниба и иматиниба мезилата приводятся в.